# Marinha Grande
Marinha Grande es una ciudad portuguesa del distrito de Leiría, região Centro y comunidad intermunicipal de Leiría, con cerca de 30 000 habitantes.

## Geografía
Es sede de un municipio con 181,37 km² de área y 39 032 habitantes (2021), subdividido en 3 freguesias. El municipio limita al norte y al este con Leiría, al sur con Alcobaça y al oeste tiene litoral en el océano Atlántico.

## Demografía
| Gráfica de evolución demográfica de Marinha Grande entre 1864 y 2021 |
|                                                                      |
| Datos según el nomenclátor publicado por el INE portugués.           |

## Freguesias
Las freguesias de Marinha Grande son las siguientes:
- Marinha Grande
- Moita
- Vieira de Leiria